# Imaginární lásky
Imaginární lásky (v originále Les amours imaginaires) je kanadský hraný film z roku 2010, který napsal a režíroval Xavier Dolan. Snímek sleduje příběh dívky a chlapce zamilovaných do stejného muže. Film měl premiéru na Filmovém festivalu v Cannes roku 2010.

## Děj
Francis a Marie jsou dlouholetí kamarádi. Jednoho dne se seznámí s mladíkem Nicolasem. Oba se do něho zamilují, avšak jeden před druhým se to snaží skrývat. Všichni tři tráví společně mnoho času. O víkendu si udělají výlet na venkov na chatu Nicolasovy tety. Zde dojde mezi Francisem a Marií k roztržce. Po návratu do Montréalu se navzájem přestanou stýkat. Po čase Francis najde odvahu říct Nicolasovi, že je do něj zamilovaný, ten ho však odmítne, protože není gay. Stejně tak odmítne i Marii, která rovněž Nicolasovi vyzná lásku. Francis s Marií se opět začnou přátelit. Nicolas odjíždí do Asie. Když se po roce vrací zpět, na večírku se už k němu Francis a Marie neznají. Potkají zde však muže, do kterého se oba zamilují.

## Obsazení
| Niels Schneider  | Nicolas                   |
| Monia Chokri     | Marie                     |
| Xavier Dolan     | Francis                   |
| Anne Dorval      | Désirée, Nicolasova matka |
| Anthony Huneault | Antonin                   |
| Patricia Tulasne | holička                   |
| Louis Garrel     | muž na oslavě             |

## Ocenění
- Cena Prix Regards Jeunes na filmovém festivalu v Cannes
- Nominace Xaviera Dolana na Mezinárodním filmovém festivalu v Chicagu na cenu Gold Hugo
- Nominace na cenu César v kategorii nejlepší zahraniční film
- čtyři nominace na cenu Genie Award